# Philippe Stamma
Philippe Stamma, dit « le Syrien » (né à Alep vers 1705 - 1755) est un joueur d'échecs, et compositeur d'études d'échecs.
Champion officieux du « noble jeu », il se produisait à Londres au Slaughter's Coffee House dans St. Martin's Lane, l'équivalent anglais du Café de la Régence à Paris. Il était considéré comme l'un des meilleurs joueurs du monde jusqu'à sa défaite face à François-André Danican Philidor à Londres en 1747.
Stamma était en Angleterre traducteur pour l'arabe.

## Parcours

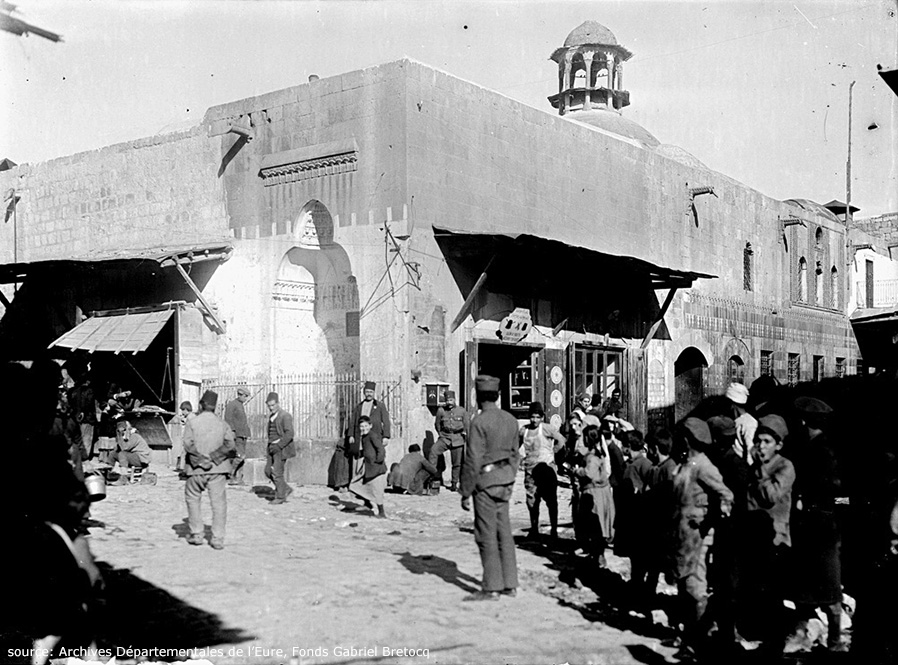
Quartier Jdeïdé d'Alep vers 1920

Selon le chercheur et historien originaire d’Alep Jean Fathi, qui a retrouvé des documents sur Philippe Stamma et sa famille (un manuscrit en arabe et syriaque lui ayant appartenu en 1721), le nom oriental du joueur d'échec est Fathallah fils de Safar Shtamma. Il serait né au début du XVIIIe siècle dans une famille de notables catholiques de la communauté suryānī, installée dans le quartier chrétien de Jdeïdé. Alep est à l'époque considérée comme la troisième cité la plus importante de l'Empire ottoman après Constantinople et Le Caire, un carrefour des cultures, ainsi qu'un pont idéal d’échanges commerciaux entre l'Orient et l'Occident, où la famille Stamma prospère dans le négoce international de Marseille à la Chine.
Philippe rejoint le Collège romain dans le but de suivre une formation d’ecclésiastique, mais renonce rapidement et voyage vers l'Europe en commençant par l'Italie où il latinise son prénom arabe Fathallah pour embrasser celui de Filippo qui devient plus tard Philippe. Il se rend ensuite en Espagne, où il séjourne plusieurs mois dans la ville de Madrid, avant de bifurquer vers Paris où il fréquente le célèbre Café de la Régence, lieu de rencontre d'intellectuels et joueurs d'échec fréquenté notamment par Kermur de Legal, François-André Danican Philidor, Denis Diderot ou Benjamin Franklin. C'est dans cette ambiance que Philippe Stamma attire les regards en répétant que l’on joue mieux aux échecs en Orient qu’en Occident. Cette affirmation participe à construire le mythe de ce voyageur débarqué de Syrie, considéré comme précurseur de la notation échiquéenne moderne, auteur des fameuses « cent positions désespérées », des fins de partie qui semblent perdues mais que l’on retourne soudainement à son avantage avec éclat. Il se marie avec femme prénommée Esther, et a deux fils, Louis et William.
En 1739, Philippe Stamma quitte Paris pour Londres, se convertit à l'anglicanisme, et se met au service du roi George II de Grande-Bretagne comme interprète des langues orientales. Sa carrière de joueur franchit un nouveau pallier, ses succès faisant de lui le meilleur joueur du pays jusqu’en 1747, lorsqu'il est battu à Londres par François-André Danican Philidor.

## Compositeur d'études

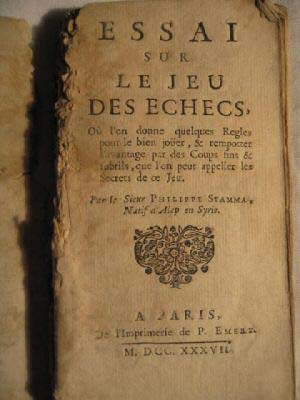
Philippe Stamma : Essai sur le jeu des echecs

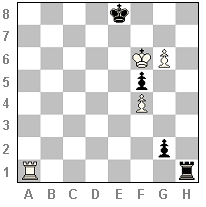
Les blancs jouent et gagnent. Une étude de Philippe Stamma.

Sa réputation tenait pour une large part à son recueil d'études intitulé Essai sur le jeu des echecs ou Les secrets des échecs (1737), qui fut traduit en anglais (1745) sous le titre The Noble Game of Chess et en allemand (Breslau, 1784). Ce livre, le premier à utiliser la notation algébrique, popularisa en Europe l'art des finales d'échecs, fort appréciées depuis des siècles au Moyen-Orient. Il a été réédité au XXe siècle sous le titre « Cent positions désespérées » car il contient une centaine de fins de parties.
Philippe Stamma n'hésite pas dans son ouvrage à encenser les joueurs d’Alep, mais aussi à édulcorer les histoires de Bédouins dessinant un échiquier sur le sable et utilisant des pierres comme pièces, pour appâter le lecteur en mal d’exotisme à qui il s’adresse. Selon Jean Fathi, chercheur et historien lui-même originaire d’Alep Philippe Stamma :

« Philippe Stamma se présente comme le passeur d’une longue tradition des échecs en Orient. Il a débarqué en Europe avec des richesses échiquéennes antiques. Un positionnement génial, sauf qu’il s’agit d’une mystification plutôt que d’une réalité. Car son génie, il le doit à lui-même. Il n’y a pas dans tout l’Orient du XVIIIe siècle d’autres joueurs d’échecs qui se soient distingués comme il l’a fait. »

Dans son Analyse du jeu des échecs, publiée en 1777, François-André Danican Philidor rend hommage à son ancien adversaire syrien en donnant au gambit dame (coup qui consiste, en début de partie d’échecs, à sacrifier un pion pour gagner un avantage en position) le nom de gambit d’Alep, puisque Stamma le recommandait.
En novembre 2015 parait une nouvelle édition de l'essai de Philippe Stamma de 1737 adapté en français contemporain intitulé Les cent fins de parties de Philippe Stamma.

## Œuvre
(fro) Philippe Stamma, Essai sur le jeu des echecs : où l'on donne quelques Regles pour le bien joüer, & remporter l'avantage par des Coups fins & ſubtils, que l'on peut appeller les Secrets de ce Jeu, Paris, impr. Emery, 1737 (lire en ligne)